# Lick Creek Township (comté d'Ozark, Missouri)
Lick Creek Township est un ancien township, situé dans le comté d'Ozark, dans le Missouri, aux États-Unis,.
Le township est fondé en 1841 et baptisé en référence au cours d'eau du même nom, situé dans ses frontières.

### Source de la traduction
- (en) Cet article est partiellement ou en totalité issu de l’article de Wikipédia en anglais intitulé « Lick Creek Township, Ozark County, Missouri » (voir la liste des auteurs).